# Jiaozi

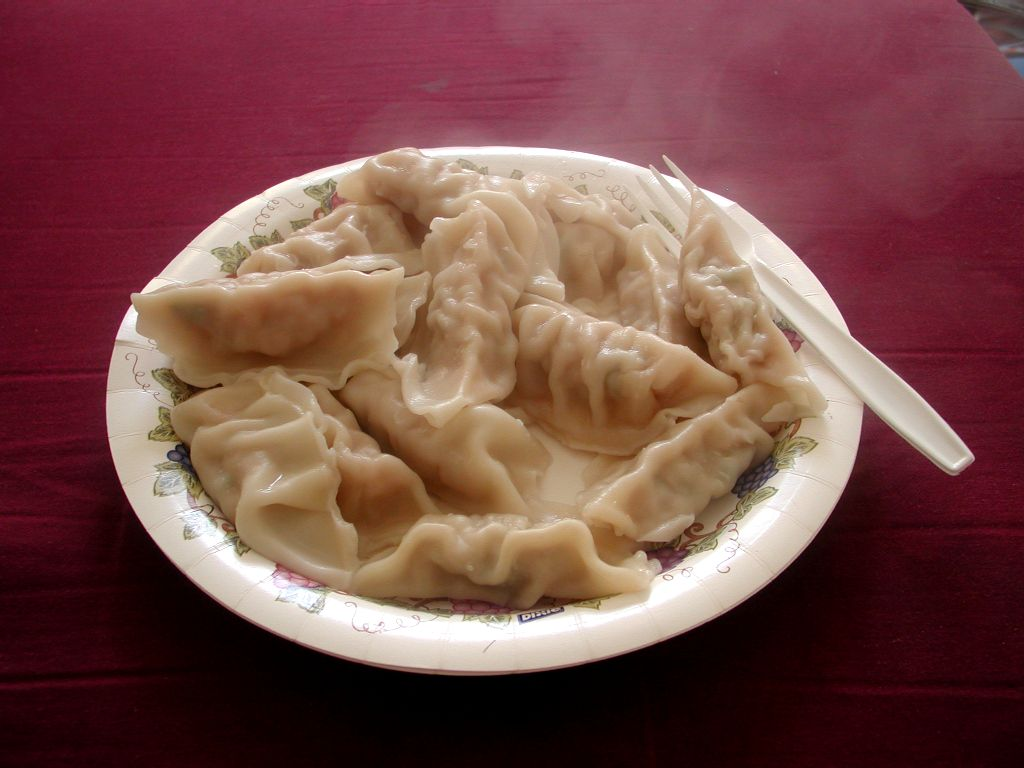
Un plato de jiaozi hervidos.

Un jiaozi (en chino tradicional, 餃子; en chino simplificado, 饺子; pinyin, jiǎozi), y también conocido como mandu (만두 en coreano) y gyoza (餃子 en japonés), es un tipo de empanadilla, dumpling o ravioli típico de la cocina china muy popular en China, Japón y Corea, así como fuera de Asia. Los jiaozi se elaboran rellenos de carne picada o verduras enrollados en una delgada y fina masa, que se suele sellar con los dedos. Los jiaozi no deben ser confundidos con los wonton: los jiaozi tienen una piel más gruesa, son más alargados, y son más parecidos a los ravioli italianos, se suelen servir con una salsa de soja-vinagre (o salsa picante); mientras que el wonton tiene una piel fina, son más parecidos a una esfera, y se sirven por regla general en un caldo. Según la página web, tasteatlas.com, el Jiaozi está en el top 1 las 50 mejores comidas callejeras del mundo.

## Versión china del jiaozi
Los 'dumplings' chinos denominados (jiaozi) se pueden dividir en varios tipos dependiendo de como son cocinados:
- Cocidos; (shuijiao) literalmente "dumplings en agua" (水餃; pinyin: shuǐjiǎo).
- Al vapor; (zhengjiao) literalmente "dumplings al vapor" (蒸餃; pinyin: zhēngjiǎo).
- Ligeramente fritos (guotie) lit. "a la sartén", también conocidos en EE. UU. como "potstickers", (鍋貼; pinyin: guōtiē), y también como (煎餃; pinyin: jiānjiǎo).

A veces se suele cubrir con huevo en lugar de masa y por esta razón se suelen denominar "dumplings de huevo" o (蛋餃; pinyin: dànjiǎo). El relleno del interior suele contener: cerdo, cordero, vaca, pollo, pescado y gambas mezclado la mayoría de las veces con algunas verduras finamente picadas. Las verduras más populares empleadas como relleno son col, chalotas (cebolla de primavera), verdeo y col china. Se suelen servir con salsas para mojar y que se elaboran a base de salsa de soja, vinagre, ajo, jengibre, vino de arroz, salsa picante y aceite de sésamo. 

### Costumbres
Los jiaozi son una de las comidas más servidas durante las celebraciones del Año Nuevo Chino. La forma de este alimento recuerda a la tael china; y esta es la razón por la que simboliza la buena fortuna del año que está por venir. De forma tradicional las familias han elaborado juntas el jiaozi para las celebraciones del año nuevo. En las áreas rurales, se sacrifica un animal y su carne se pica como relleno. Los jiaozi con rellenos dulces en lugar de salados son también populares en las celebraciones del año nuevo.

### Variantes chinas

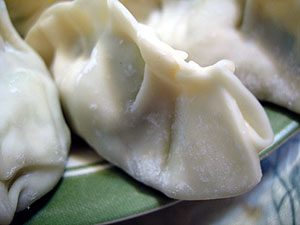
Unos Jiaozi antes de ser preparados.

Existe en la cocina cantonesa unos 'dumplings' (gaau) que son empleados de forma estándar en los dim sum. Existen diferentes formas de jiaozi; aquellos que son pequeños y que traslucen debido a su fina capa, estos suelen prepararse al vapor. Los rellenos incluyen gambas, vieiras, pollo, tofu, verduras mezcladas, etc. El más común es con gambas, denominado como Haa Gaau ( 蝦餃; cantonés Jyutping: haa1 gaau2 ). En contraste con el jiaozi, que es de elaboración casera, el gaau rara vez se hace en casa. Todas las variantes se ofrecen en los restaurantes en la preparación del dim sum, en los que se pueden ver variantes y cambios innovadores. El jiaozi da lugar a diversos platos de fusión procedentes de otras culturas, tales como la japonesa (teriyaki) o del Sureste Asiático satay, curry), mientras que los restaurantes más exóticos pueden llegar a emplear langosta, aleta de tiburón y nido de pájaro.

### Etimología china
Los jiaozi se denominan así debido a su forma de cuerno. En idioma chino la palabra "cuerno" es jiǎo (角) y jiaozi fue escrito en caracteres chinos como cuerno, pero posteriormente fue reemplazado por un carácter específico 饺, que colocó la denominación de la comida a la izquierda de la palabra y el componente fonético a la derecha jiāo. De acuerdo con las creencias populares los jiaozi fueron inventados por Zhang Zhongjing, uno de los precursores en la antigüedad de la medicina tradicional china.

## Versión japonesa del Jiaozi
En japonés la palabra gyōza (ギョーザ, ギョウザ) que deriva de la lectura de 餃子 (Jiǎozi en idioma mandarín) en el dialecto de Shandong (giaozi) y que se escribe con los mismos caracteres chinos. La diferencia más prominente entre los gyōza y los chinos es el alto contenido y sabor a ajo, que es menor en la versión china, además de que la versión japonesa contiene menos sal, salsa de soja, etc. Se sirven por regla general con una salsa aliñada con vinagre de arroz o rāyu (ラー油, conocido como làyóu (辣油) en China), aceite de sésamo con sabor a chili. La receta más común lleva carne picada de cerdo, ajo, col, y nira (ajo chino), junto con aceite de sésamo. El gyōza se puede encontrar en los supermercados y restaurantes a lo largo de todo Japón. Los gyōza preparados en la sartén se pueden encontrar en casi todos los ramen y restaurantes chinos en Japón. 
El método de preparación más popular de los yaki-gyōza (焼き餃子) es a la sartén, se trata de un proceso en el que primero es frito en una placa o plancha, dejando una piel crujiente. entonces se añade agua para que la parte superior del gyōza quede ligeramente blanda. Otros métodos incluyen el sui-gyōza (水餃子) cocido y el frito en aceite age-gyōza (揚げ餃子). Se suelen comer calientes.

## Versión coreana del Jiaozi
El nombre coreano del plato es mandu (만두), literalmente deriva de la palabra china para el pan cocido mantou (饅頭), pero es más como el jiaozi. Los rellenos más populares en Corea incluyen carne de cerdo, vaca, col, hobak, fideos celofán y el ubicuo kimchi. Suelen elaborarse fritos y poseen una textura ligeramente crujiente. El mandu al vapor es también popular y tiene diversas formas: un cuerno, con esquinas elevadas, redondo, etc. Se sirven junto con salsa de soja.